# Scapulaseius pulupotus
Scapulaseius pulupotus är en spindeldjursart som först beskrevs av Schicha och Corpuz-Raros 1992.  Scapulaseius pulupotus ingår i släktet Scapulaseius och familjen Phytoseiidae. Inga underarter finns listade i Catalogue of Life.